# Spliiit
Pour les articles homonymes, voir Split (homonymie).
Spliiit est une société française, et une plateforme de partage d'abonnements qui permet de connecter les propriétaires d'abonnements avec des co-abonnés pour économiser de l'argent. 
Spliiit a été lancée en 2019 comme une plateforme facilitant la mise en relation entre particuliers pour le partage d'abonnements numériques,,.

## Histoire
Spliiit a été fondé par Jonathan Lalinec, Brice Vincent, Stephane Phung en France, en 2019 et devient rapidement un établissement de paiement agréé par l’ACPR Banque de France.
En 2020, Spliiit démocratise à grande échelle la pratique du partage d’abonnement en lançant sa marketplace.  L’année suivante, Guillaume Lochard est nommé directeur général de l'entreprise,.
En 2021, la plateforme de partage d'abonnement a permis à quelque 450 000 utilisateurs de réaliser plus de 2 millions d'euros d’économie. La même année, la société se lance à l’international et opère dans tous les pays de la zone euro,,,,.  
La même année, l'entreprise a réalisé un chiffre d'affaires de 570 000 euros.
En 2023, la plateforme a augmenté le nombre de services présents sur son catalogue pour atteindre 220 services d'abonnements partageables en France, tels que YouTube, Canva, Deezer, et d'autres. Elle a fait réaliser à ses utilisateurs plus de 7 millions d’euros d’économie au total,,,.
En avril 2024, la plateforme a atteint le jalon d'un million d'utilisateurs inscrits,.